# Lila Lee
Lila Lee (25 de julio de 1901 - 13 de noviembre de 1973) fue una prominente actriz cinematográfica del cine mudo.

## Inicios
Su verdadero nombre era Augusta Wilhelmena Fredericka Appel, nació en Union Hill, Nueva Jersey, en el seno de una familia de inmigrantes alemanes que se trasladaron a Nueva York cuando Lila era joven. Buscando un hobby para su hija, los Appel introdujeron a Lila en los espectáculos de Gus Edwards, donde recibió el sobrenombre de "Cuddles", nombre por el cual sería conocida durante el resto de su carrera. Su trabajo teatral se hizo tan popular que sus padres tuvieron que educarla con tutores privados. Por otra parte, Edwards se convirtió en el mánager de Lee.

## Carrera

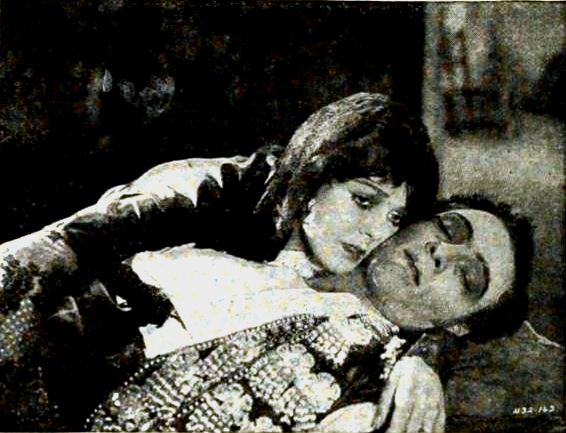
Lila Lee y Rodolfo Valentino en un fotograma de Blood and Sand (1922)

En 1918 fue elegida para firmar un contrato con Famous Players-Lasky Corporation, propiedad del magnate de la industria cinematográfica de Hollywood Jesse Lasky, y que posteriormente se convirtió en Paramount Pictures. Su primera película, The Cruise of the Make-Believes, recogió para la joven actriz de diecisiete la aprobación del público, por lo que Lasky utilizó a Lee en una ardua campaña publicitaria. Lee accedió con rapidez a los primeros papeles femeninos, y a menudo trabajó junto a estrellas de la talla de Conrad Nagel, Gloria Swanson, Wallace Reid, Roscoe Arbuckle y Rodolfo Valentino.
En 1922 Lee fue escogida para hacer el papel de Carmen en la enormemente popular Sangre y arena, frente al ídolo Rodolfo Valentino y la vampiresa del cine mudo Nita Naldi. Lee posteriormente ganó el primer galardón WAMPAS Baby Stars de ese año. A lo largo de los años veinte siguió siendo una muy popular estrella femenina, y rodó un gran número de películas, todas ellas con éxito de público y crítica.
A medida que los Felices Años Veinte llegaban a su fin, la popularidad de Lee comenzó a menguar, y se preparó para la transición al cine sonoro. Sin embargo, una serie de malas elecciones en su carrera, así como la afección por una tuberculosis, complicaron sus futuros proyectos, y Lee se vio relegada a tomar parte principalmente en películas de serie B.
Lee trabajó en varias obras de teatro en los años cuarenta, y también actuó en las primeras series televisivas emitidas en los años cincuenta.

## Vida personal
Lila se casó y divorció tres veces. Su primer matrimonio fue con el actor James Kirkwood, Sr. en 1923, unión que finalizó con divorcio en 1931. Lee y Kirkwood tuvieron un hijo en 1930 llamado James Kirkwood, Jr. que llegó a ser un respetado dramaturgo y guionista, entre cuyas obras se incluyen A Chorus Line y P.S. Your Cat Is Dead.
En 1973 Lee falleció a causa de un derrame cerebral en Saranac Lake, Nueva York. Por su contribución como actriz a la industria del cine, fue recompensada con una estrella en el Paseo de la Fama de Hollywood, en el 1716 de Vine Street, en Hollywood, California.

## Filmografía
| - Cottonpickin' Chickenpickers (1967} - Oh Boy! (1938) - Two Wise Maids (1937) - Country Gentlemen (1936) - The Ex-Mrs. Bradford (Mi ex-mujer y yo) (1936) - The Marriage Bargain (1935) - Champagne for Breakfast (1935) - The People's Enemy (1935) - Whirlpool (1934) - In Love with Life (1934} - I Can't Escape (1934) - Stand up and Cheer (1934) - Lone Cowboy (1934) - Officer 13 (1933) - The Face in the Sky (De cara al cielo) (1933) - The Iron Master (1933) - Radio Patrol (1932) - The Night of June 13 (1932) - Unholy Love (1932) - The Intruder (1932 - War Correspondent (1932) - False Faces (1932) - Exposure (1932) - Misbehaving Ladies (1931) - Woman Hungry (1931) - The Gorilla (1931) - Murder Will Out (1930} - Those Who Dance (1930) - Second Wife (1930) - The Unholy Three (1930) - Double Cross Roads (1930) - Love, Live and Laugh (1929) - Show of Shows (1929) - The Sacred Flame (1929) - Queen of the Nightclubs (1929) - Flight (1929) - The Argyle Case (1929) - Honky Tonk (1929) - Dark Streets (1929) - Drag (1929) - Top Sergeant Mulligan (1928) - The Man in Hobbles (1928) - The Black Pearl (1928) - The Little Wild Girl (1928) - Black Butterflies (1928) - The Adorable Cheat (1928) - Thundergod (1928) - United States Smith (1928) - A Bit of Heaven (1928) | - You Can't Beat the Law (1928) - Top Sergeant Mulligan (1928) - Million Dollar Mystery (1927) - One Increasing Purpose (1927) - Fascinating Youth (1926) - The New Klondike(1926) - Broken Hearts (1926) - Coming Through (1925) - Old Home Week (1925) - The Midnight Girl (1925) - Another Man's Wife (1924) - Wandering Husbands (1924) - Love's Whirlpool (1924) - Woman-Proof (1923) - Hollywood (1923) - Homeward Bound (1923) - The Ne'er-Do-Well (1923) - Ebb Tide (1922) - Rent Free (1922) - Back Home and Broke (1922) - The Ghost Breaker (1922) - Blood and Sand (Sangre y arena) (1922) - The Dictator (1922) - Is Matrimony a Failure? (1922) - One Glorious Day (1922) - The Fast Freight (1921) - After the Show (1921) - Crazy to Marry (1921) - Gasoline Gus (1921) - The Dollar-a-Year Man (1921) - The Easy Road (1921) - Charm School (1921) - Midsummer mandes (Locura, imprudencia y abandono) (1920) - The Prince Chap (1920) - The Soul of Youth (1920) - Terror Island (1920) - Male and Female (Macho y hembra) (1919) - Hawthorne of the U.S.A. (1919) - The Lottery Man (1919) - The Heart of Youth (1919) - Rose o' the River (1919) - A Daughter of the Wolf (1919) - Rustling a Bride (1919) - Puppy Love (1919) - The Secret Garden (1919) - Jane Goes A' Wooing (1919) - Such a Little Pirate (1918) - The Cruise of the Make-Believes (1918) |